# Klaus Rifbjerg
Klaus Thorvald Rifbjerg (15. prosince 1931 Kodaň – 4. dubna 2015 Kodaň) byl dánský básník, prozaik, literární kritik a novinář. Bývá řazen k nejvýznamnějším představitelům dánské literatury; v 60. letech byl průkopníkem modernismu v Dánsku. Jeho dílo je velmi rozsáhlé (napsal více než 170 knih) a žánrově různorodé; Rifbjerg ve svých dílech navíc používá fantazii a mnoho výrazových prostředků.

## Život a tvorba
Vyrůstal na kodaňském ostrově Amager. Vystudoval angličtinu a literaturu na Kodaňské univerzitě, rok strávil na studijním pobytu na Princetonské univerzitě. V letech 1957–1971 byl redaktorem literárně-politického časopisu Vindrosen. Psal literární kritiky i do novin Information a Politiken. V letech 1984–1992 byl ředitelem největšího dánského nakladatelství Gyldendal.
Debutoval básnickou sbírkou Under vejr med mig selv (Hledám sám sebe, 1956). Největšího ohlasu došla jeho sbírka Konfrontation (Konfrontace, 1960), která je dodnes považována za zlomové dílo dánské poezie. Jeho románová prvotina Chronická nevinnost (Den krøniske uskyld, 1958) pojednávala o poválečné generaci; roku 1985 knihu zfilmoval Edward Fleming.
K nejoceňovanějším autorovým dílům patří experimentální román Anna (jeg) Anna (Anna (já) Anna, 1969), první dílo považované v dánské literatuře za opravdu modernistické; v roce 1970 obdržel za tuto knihu Literární cenu Severské rady.
Kromě románů a poezie psal například eseje, divadelní hry nebo deníkové záznamy. Během své kariéry získal celkem několik skandinávských literárních ocenění.

## Dílo (výběr)
- Under vejr med mig selv (Hledám sám sebe, 1956) - básnická sbírka
- Efterkrig (1957)
- Den kroniske uskyld (Chronická nevinnost, 1958, česky 1980) - román
- Konfrontation (Konfrontace, 1960) - básnická sbírka
- Og andre historier (1964)
- Amagerdigte (Básně z Amageru, 1965) - básnická sbírka
- Operaelskeren (1966)
- Lonni og Karl (1968)
- Anna (jeg) Anna (Anna (já) Anna, 1969) - experimentální román
- Til Spanien (Do Španělska, 1971) - cestovní deník
- Lena Jørgensen Klintevej 4 2650 Hvidovre (1971)
- Tak for turen (1975)
- Falsk forår (1984)
- Nansen og Johansen (2002)
- Knastørre digte/Strohtrockene Gedichte (2009)
- Skiftespor (Výhybky, 2010) - román